# 摩根鎮區 (密蘇里州默瑟縣)
摩根鎮區（英語：Morgan Township）是位於美國密蘇里州默瑟縣的一個行政鎮區。

## 地方資料
摩根鎮區的面積為133.45平方千米，當中陸地面積為133.12平方千米，而水域面積為0.33平方千米。根據2020年美國人口普查的數據，當地共有人口1406人，而人口密度為每平方千米10.54人。